# Arsenal F.C. w sezonie 2023/2024
Sezon 2023/2024 był 107. sezonem w historii Arsenalu.

## Skład
Stan na 9 października 2023
| Nr | Poz. | Piłkarz                     |
| -- | ---- | --------------------------- |
| 1  | BR   | Aaron Ramsdale              |
| 2  | OB   | William Saliba              |
| 4  | OB   | Ben White                   |
| 5  | PO   | Thomas Partey               |
| 6  | OB   | Gabriel Magalhães           |
| 7  | NA   | Bukayo Saka                 |
| 8  | PO   | Martin Ødegaard (kapitan)   |
| 9  | NA   | Gabriel Jesus (vicekapitan) |
| 10 | PO   | Emile Smith Rowe            |
| 11 | NA   | Gabriel Martinelli          |
| 12 | OB   | Jurriën Timber              |
| 14 | NA   | Eddie Nketiah               |
| 15 | OB   | Jakub Kiwior                |

| Nr | Poz. | Piłkarz             |
| -- | ---- | ------------------- |
| 17 | OB   | Cédric Soares       |
| 18 | OB   | Takehiro Tomiyasu   |
| 19 | NA   | Leandro Trossard    |
| 20 | PO   | Jorginho            |
| 21 | PO   | Fábio Vieira        |
| 22 | BR   | David Raya          |
| 24 | NA   | Reiss Nelson        |
| 25 | PO   | Mohamed Elneny      |
| 27 | NA   | Marquinhos          |
| 29 | PO   | Kai Havertz         |
| 31 | BR   | Karl Hein           |
| 35 | OB   | Ołeksandr Zinczenko |
| 41 | PO   | Declan Rice         |

### Wypożyczeni
| Nr | Poz. | Piłkarz                                   |
| -- | ---- | ----------------------------------------- |
| 22 | BR   | David Raya (wypożyczony z Brentford F.C.) |

| Nr | Poz. | Piłkarz                                           |
| -- | ---- | ------------------------------------------------- |
| 3  | OB   | Kieran Tierney (do klubu Real Sociedad)           |
| 13 | BR   | Rúnar Alex Rúnarsson (do klubu Cardiff City F.C.) |
| 23 | PO   | Albert Sambi Lokonga (do klubu Luton Town F.C.)   |
| 33 | BR   | Arthur Okonkwo (do klubu Wrexham A.F.C.)          |
| -  | OB   | Nuno Tavares (do klubu Nottingham Forest F.C.)    |
| 27 | NA   | Marquinhos (do klubu Fluminense FC)               |

## Mecze towarzyskie
| 13 lipca 2023 | 1. FC Nürnberg              | 1:1   | Arsenal    |                                                                       |
| 19:00 CEST    | Jorginho 62' (sam.)         | (0:1) | 7' Saka    | Max-Morlock-Stadion, Norymberga Widzów: 19 000 Sędzia: Michael Bacher |
| 19:00 CEST    | Okunuki 45+3' · Márquez 48' | (0:1) | 70' Trusty | Max-Morlock-Stadion, Norymberga Widzów: 19 000 Sędzia: Michael Bacher |

| 19 lipca 2023 | MLS All-Star Game                                         | 0:5   | Arsenal                                                                           |                                                         |
| 20:30 EDT     |                                                           | (0:2) | 5' Gabriel Jesus · 23' Trossard · 47' (k) Jorginho · 84' Martinelli · 89' Havertz | Audi Field, Waszyngton Widzów: 20 621 Sędzia: Ted Unkel |
| 20:30 EDT     | Martínez 13' · Barreal 18' · Almada 45+3' · Glesnes 45+6' | (0:2) | 21' Magalhães · 60' Havertz                                                       | Audi Field, Waszyngton Widzów: 20 621 Sędzia: Ted Unkel |

| 22 lipca 2023 | Arsenal                                   | 0:2 k. 3:5    | Manchester United                                  |                                                                        |
| 17:00 EDT     |                                           | (0:2, k. 3:5) | 30' Fernandes · 37' Sancho                         | MetLife Stadium, East Rutherford Widzów: 82 262 Sędzia: Rubiel Vazquez |
| 17:00 EDT     | Gabriel Jesus 85'                         | (0:2, k. 3:5) | 43' Martínez · 73' Maguire                         | MetLife Stadium, East Rutherford Widzów: 82 262 Sędzia: Rubiel Vazquez |
| 17:00 EDT     | · Ødegaard · Trossard · Vieira · Jorginho | Rzuty karne   | · Casemiro · Dalot · Lindelöf · Rashford · Eriksen | MetLife Stadium, East Rutherford Widzów: 82 262 Sędzia: Rubiel Vazquez |

| 26 lipca 2023 | Arsenal                                   | 5:3   | FC Barcelona                               |                                                                 |
| 20:06 PDT     | Saka 13' · Trossard 55', 78' · Vieira 89' | (2:2) | 7' Lewandowski · 34' Raphinha · 88' Torres | SoFi Stadium, Los Angeles Widzów: 70 223 Sędzia: Alex Chilowicz |
| 20:06 PDT     | Trossard 27' · Havertz 36' · White 41'    | (2:2) | 37' Araújo                                 | SoFi Stadium, Los Angeles Widzów: 70 223 Sędzia: Alex Chilowicz |

| Emirates Cup 2 sierpnia 2023 | Arsenal                                            | 1:1 k. 5:4    | AS Monaco                                                      |                                                                |           |
| 18:00 BEST                   | Nketiah 43'                                        | (1:1, k. 5:4) | 31' Fofana                                                     | Emirates Stadium, Londyn Widzów: 60 000 Sędzia: Anthony Taylor |           |
| 18:00 BEST                   | Saliba 25' · Gabriel 67'                           | (1:1, k. 5:4) | 68' Ben Yedder                                                 | Emirates Stadium, Londyn Widzów: 60 000 Sędzia: Anthony Taylor |           |
| 18:00 BEST                   | · Ødegaard · Jorginho · Havertz · Vieira · Gabriel | Rzuty karne   | · Caio Henrique · Fofana · Diatta · Minamino · [[Kevin Volland | Emirates Stadium, Londyn Widzów: 60 000 Sędzia: Anthony Taylor | Volland]] |

## Rozgrywki

### Premier League

#### Tabela
| Lp. | Drużyna             | M  | Z  | R  | P  | B+ | B- | +/– | Pkt | Kwalifikacja lub spadek          |
| --- | ------------------- | -- | -- | -- | -- | -- | -- | --- | --- | -------------------------------- |
| 1   | Manchester City (M) | 38 | 28 | 7  | 3  | 96 | 34 | +62 | 91  | Liga Mistrzów UEFA • Faza ligowa |
| 2   | Arsenal             | 38 | 28 | 5  | 5  | 91 | 29 | +62 | 89  | Liga Mistrzów UEFA • Faza ligowa |
| 3   | Liverpool (L)       | 38 | 24 | 10 | 4  | 86 | 41 | +45 | 82  | Liga Mistrzów UEFA • Faza ligowa |
| 4   | Aston Villa         | 38 | 20 | 8  | 10 | 75 | 61 | +14 | 68  | Liga Mistrzów UEFA • Faza ligowa |
| 5   | Tottenham Hotspur   | 38 | 20 | 6  | 12 | 74 | 61 | +13 | 66  | Liga Europy UEFA • Faza ligowa   |

1. ↑  Liverpool zajmuje miejsce premiowane grą w europejskich pucharach. Miejsce w Lidze Konferencji przyznane zwycięzcom Pucharu EFL zostanie przeniesione do najwyżej sklasyfikowanej drużyny Premier League, która nie zakwalifikuje się do europejskich rozgrywek (na 25 lutego jest to szósta pozycja).

#### Miejsca po danych kolejkach
| Drużyna \ Kolejka | 1            | 2 | 3 | 4 | 5 | 6 | 7 | 8 | 9 | 10 | 11 | 12 | 13 | 14 | 15 | 16 | 17 | 18 | 19 | 20 | 21 | 22 | 23 | 24 | 25 | 26 | 27 | 28 | 29 | 30 | 31 | 32 | 33 | 34 | 35 | 36 | 37 | 38 |   |
| ----------------- | ------------ | - | - | - | - | - | - | - | - | -- | -- | -- | -- | -- | -- | -- | -- | -- | -- | -- | -- | -- | -- | -- | -- | -- | -- | -- | -- | -- | -- | -- | -- | -- | -- | -- | -- | -- | - |
| Drużyna \ Kolejka | Arsenal F.C. | 4 | 3 | 5 | 5 | 4 | 5 | 3 | 2 | 3  | 2  | 4  | 3  | 1  | 1  | 1  | 1  | 1  | 1  | 2  | 4  | 3  | 3  | 3  | 3  | 2  | 3  | 3  | 1  | 2  | 2  | 2  | 1  | 2  | 1  | 1  | 1  | 2  | 2 |

Uwaga: Linia pionowa oznacza zimową przerwę w rozgrywkach.

#### Mecze
| 112 sierpnia 2023 | Arsenal                    | 2:1   | Nottingham Forest      |                                                                |
| 13:00 BST         | Nketiah 26' · Saka 32'     | (2:0) | 82' Awoniyi            | Emirates Stadium, Londyn Widzów: 59 984 Sędzia: Michael Oliver |
| 13:00 BST         | Timber 45+5' · White 90+2' | (2:0) | 28' Aina · 81' Mangala | Emirates Stadium, Londyn Widzów: 59 984 Sędzia: Michael Oliver |

| 221 sierpnia 2023 | Crystal Palace            | 0:1   | Arsenal                           |                                                          |
| 20:00 BST         |                           | (0:0) | 53' (k) Ødegaard                  | Selhurst Park, Londyn Widzów: 24 189 Sędzia: David Coote |
| 20:00 BST         | Ayew 27' · Doucouré 90+1' | (0:0) | 60', 67' Tomiyasu · 90+4' Havertz | Selhurst Park, Londyn Widzów: 24 189 Sędzia: David Coote |

| 326 sierpnia 2023 | Arsenal                                                             | 2:2   | Fulham                    |                                                              |
| 15:00 BST         | Saka 70' (k) · Nketiah 72'                                          | (0:1) | 1' Pereira · 87' Palhinha | Emirates Stadium, Londyn Widzów: 59 961 Sędzia: Paul Tierney |
| 15:00 BST         | 19' Jiménez · 50', 83' Bassey · 66' Lukić · 73' Rodák · 90+10' Tete | (0:1) |                           | Emirates Stadium, Londyn Widzów: 59 961 Sędzia: Paul Tierney |

| 43 września 2023 | Arsenal                                          | 3:1   | Manchester United                       |                                                                |
| 16:30 BST        | Ødegaard 28' · Rice 90+6' · Gabriel Jesus 90+11' | (1:1) | 27' Rashford                            | Emirates Stadium, Londyn Widzów: 60 192 Sędzia: Anthony Taylor |
| 16:30 BST        | Saka 40'                                         | (1:1) | 38' Lindelöf · 65' Martínez · 68' Onana | Emirates Stadium, Londyn Widzów: 60 192 Sędzia: Anthony Taylor |

| 517 września 2023 | Everton     | 0:1   | Arsenal      |                                                              |
| 16:30 BST         |             | (0:0) | 69' Trossard | Goodison Park, Liverpool Widzów: 39 217 Sędzia: Simon Hooper |
| 16:30 BST         | Young 45+2' | (0:0) | 48' Gabriel  | Goodison Park, Liverpool Widzów: 39 217 Sędzia: Simon Hooper |

| 624 września 2023 | Arsenal                                  | 2:2   | Tottenham Hotspur                                     |                                                              |
| 14:00 BST         | Romero 26' (sam.) · Saka 54' (k)         | (1:1) | 42', 55' Son Heung-min                                | Emirates Stadium, Londyn Widzów: 60 156 Sędzia: Robert Jones |
| 14:00 BST         | Ødegaard 15' · Havertz 57' · Nketiah 67' | (1:1) | 15' Udogie · 45+1' Sarr · 45+1' Bissouma · 75' Romero | Emirates Stadium, Londyn Widzów: 60 156 Sędzia: Robert Jones |

| 730 września 2023 | Bournemouth | 0:4   | Arsenal                                                     |                                                                  |
| 15:00 BST         |             | (0:2) | 17' Saka · 44' (k) Ødegaard · 53' (k) Havertz · 90+3' White | Dean Court, Bournemouth Widzów: 11 193 Sędzia: Michael Salisbury |
| 15:00 BST         | 33' Havertz | (0:2) |                                                             | Dean Court, Bournemouth Widzów: 11 193 Sędzia: Michael Salisbury |

| 88 października 2023 | Arsenal                            | 1:0   | Manchester City                         |                                                                |
| 16:30 BST            | Martinelli 86'                     | (0:0) |                                         | Emirates Stadium, Londyn Widzów: 60 233 Sędzia: Michael Oliver |
| 16:30 BST            | Jorginho 11' · Gabriel Jesus 90+3' | (0:0) | 23' Silva · 29' Kovačić · 90+3' Ederson | Emirates Stadium, Londyn Widzów: 60 233 Sędzia: Michael Oliver |

| 921 października 2023 | Chelsea                               | 2:2   | Arsenal                                   |                                                               |
| 18:30 BST             | Palmer 15' (k) · Mudryk 48'           | (1:0) | 77' Rice · 84' Trossard                   | Stamford Bridge, Londyn Widzów: 39 723 Sędzia: Chris Kavanagh |
| 18:30 BST             | Palmer 8' · Silva 44' · Cucurella 71' | (1:0) | 11' Zinczenko · 89' Nketiah · 90+1' White | Stamford Bridge, Londyn Widzów: 39 723 Sędzia: Chris Kavanagh |

| 1028 października 2023 | Arsenal                                                 | 5:0   | Sheffield United |                                                              |
| 16:00 BST              | Nketiah 28', 50', 58' · Vieira 88' (k) · Tomiyasu 90+6' | (1:0) |                  | Emirates Stadium, Londyn Widzów: 60 153 Sędzia: Tim Robinson |
| 16:00 BST              | 60' Osborn · 70' Bogle · 87' Norwood                    | (1:0) |                  | Emirates Stadium, Londyn Widzów: 60 153 Sędzia: Tim Robinson |

| 114 listopada 2023 | Newcastle United                                                          | 1:0   | Arsenal     |                                                                           |
| 18:30 BST          | Gordon 64'                                                                | (0:0) |             | St James’ Park, Newcastle upon Tyne Widzów: 52 194 Sędzia: Stuart Attwell |
| 18:30 BST          | Gordon 37' · Longstaff 38' · Schär 38' · Guimarães 88' · Livramento 90+1' | (0:0) | 37' Havertz | St James’ Park, Newcastle upon Tyne Widzów: 52 194 Sędzia: Stuart Attwell |

| 1211 listopada 2023 | Arsenal                                     | 3:1   | Burnley           |                                                                |
| 16:00 BST           | Trossard 45+1' · Saliba 57' · Zinczenko 74' | (1:0) | 54' Brownhill     | Emirates Stadium, Londyn Widzów: 60 232 Sędzia: Michael Oliver |
| 16:00 BST           | Vieira 83'                                  | (1:0) | 90+3' Guðmundsson | Emirates Stadium, Londyn Widzów: 60 232 Sędzia: Michael Oliver |

| 1325 listopada 2023 | Brentford  | 0:1   | Arsenal        |                                                                         |
| 18:30 BST           |            | (0:0) | 89' Havertz    | Brentford Community Stadium, Londyn Widzów: 17 201 Sędzia: Tim Robinson |
| 18:30 BST           | Ajer 45+1' | (0:0) | 56' Martinelli | Brentford Community Stadium, Londyn Widzów: 17 201 Sędzia: Tim Robinson |

| 142 grudnia 2023 | Arsenal                | 2:1   | Wolverhampton Wanderers          |                                                              |
| 16:00 BST        | Saka 6' · Ødegaard 13' | (2:0) | 86' Cunha                        | Emirates Stadium, Londyn Widzów: 60 262 Sędzia: Peter Bankes |
| 16:00 BST        | Saliba 68'             | (2:0) | 88' Hwang Hee-chan · 90+9' Cunha | Emirates Stadium, Londyn Widzów: 60 262 Sędzia: Peter Bankes |

| 155 grudnia 2023 | Luton Town                           | 3:4   | Arsenal                                                       |                                                              |
| 21:15 BST        | Osho 25' · Adebayo 49' · Barkley 57' | (1:2) | 20' Martinelli · 45' Gabriel Jesus · 60' Havertz · 90+7' Rice | Kenilworth Road, Luton Widzów: 11 112 Sędzia: Samuel Barrott |
| 21:15 BST        | Brown 33' · Barkley 44'              | (1:2) | 45+1' Gabriel Jesus                                           | Kenilworth Road, Luton Widzów: 11 112 Sędzia: Samuel Barrott |

| 169 grudnia 2023 | Aston Villa                                                  | 1:0   | Arsenal                  |                                                              |
| 18:30            | McGinn 7'                                                    | (1:0) |                          | Villa Park, Birmingham Widzów: 42 000 Sędzia: Jarred Gillett |
| 18:30            | Digne 53' · Douglas Luiz 62' · McGinn 73' · Diego Carlos 88' | (1:0) | 28' Zinczenko · 77' Rice | Villa Park, Birmingham Widzów: 42 000 Sędzia: Jarred Gillett |

| 1717 grudnia 2023 | Arsenal                         | 2:0   | Brighton & Hove Albion              |                                                              |
| 15:00             | Gabriel Jesus 53' · Havertz 87' | (0:0) |                                     | Emirates Stadium, Londyn Widzów: 60 257 Sędzia: Tim Robinson |
| 15:00             | White 38' · Arteta 43'          | (0:0) | 43' Mitoma · 76' Gilmour · 89' Groß | Emirates Stadium, Londyn Widzów: 60 257 Sędzia: Tim Robinson |

| 1823 grudnia 2023 | Liverpool              | 1:1   | Arsenal                                                       |                                                          |
| 18:30             | Salah 29'              | (1:1) | 4' Gabriel Magalhães                                          | Anfield, Liverpool Widzów: 57 548 Sędzia: Chris Kavanagh |
| 18:30             | Endō 45+3' · Salah 84' | (1:1) | 38' Saka · 45+4' Havertz · 49' Rice · 86' Nketiah · 90' White | Anfield, Liverpool Widzów: 57 548 Sędzia: Chris Kavanagh |

| 1928 grudnia 2023 | Arsenal                          | 0:2   | West Ham United             |                                                                |
| 21:15             |                                  | (0:1) | 13' Souček · 55' Mawropanos | Emirates Stadium, Londyn Widzów: 60 261 Sędzia: Michael Oliver |
| 21:15             | Nelson 72' · Gabriel Jesus 90+1' | (0:1) |                             | Emirates Stadium, Londyn Widzów: 60 261 Sędzia: Michael Oliver |

| 2031 grudnia 2023 | Fulham                                                | 2:1   | Arsenal    |                                                          |
| 15:00             | Jiménez 29' · Decordova-Reid 59'                      | (1:1) | 5' Saka    | Craven Cottage, Londyn Widzów: 24 444 Sędzia: Josh Smith |
| 15:00             | Cairney 65' · Bassey 77' · Jiménez 90+2' · Leno 90+6' | (1:1) | 86' Saliba | Craven Cottage, Londyn Widzów: 24 444 Sędzia: Josh Smith |

| 2120 stycznia 2024 | Arsenal                                                             | 5:0   | Crystal Palace |                                                              |
| 13:30              | Gabriel Magalhães 11', 37' · Trossard 59' · Martinelli 90+4', 90+5' | (2:0) |                | Emirates Stadium, Londyn Widzów: 60 284 Sędzia: Paul Tierney |

### Tarcza Wspólnoty
| Finał 6 sierpnia 2023 | Arsenal                               | 1:1 k. 4:1    | Manchester City             |                                                               |
| 16:00 BST             | Trossard 90+11'                       | (0:0, k. 4:1) | 77' Palmer                  | Stadion Wembley, Londyn Widzów: 81 145 Sędzia: Stuart Attwell |
| 16:00 BST             | Partey 8' · Havertz 27' · Gabriel 66' | (0:0, k. 4:1) | 31' Álvarez                 | Stadion Wembley, Londyn Widzów: 81 145 Sędzia: Stuart Attwell |
| 16:00 BST             | · Ødegaard · Trossard · Saka · Vieira | Rzuty karne   | · De Bruyne · Silva · Rodri | Stadion Wembley, Londyn Widzów: 81 145 Sędzia: Stuart Attwell |

### EFL Cup
| III runda 27 września 2023 | Brentford | 0:1   | Arsenal                 |                                                                        |
| 19:45 BST                  |           | (0:1) | 8' Nelson               | Brentford Community Stadium, Londyn Widzów: 16 688 Sędzia: Darren Bond |
| 19:45 BST                  | Wissa     | (0:1) | 41' White · 55' Nketiah | Brentford Community Stadium, Londyn Widzów: 16 688 Sędzia: Darren Bond |

| 1/8 finału 1 listopada 2023 | West Ham United                          | 3:1   | Arsenal        |                                                                |
| 20:30 BST                   | White 16' (sam.) · Kudus 50' · Bowen 60' | (1:0) | 90+6' Ødegaard | Stadion Olimpijski, Londyn Widzów: 62 154 Sędzia: Simon Hooper |

### FA Cup
| 1/32 finału 7 stycznia 2024 | Arsenal    | 0:2   | Liverpool                                                            |                                                             |
| 17:30                       |            | (0:0) | 80' (sam.) Kiwior · 90+5' Luis Díaz                                  | Emirates Stadium, Londyn Widzów: 58 538 Sędzia: John Brooks |
| 17:30                       | Saliba 65' | (0:0) | 70' Elliott · 90' Gravenberch · 90+1' Clark · 90+4' Alexander-Arnold | Emirates Stadium, Londyn Widzów: 58 538 Sędzia: John Brooks |

### Liga Mistrzów UEFA

#### Faza grupowa
| Lp. | Drużyna           | M | Z | R | P | B+ | B- | +/– | Pkt | Kwalifikacja  |  | ARS | PSV | LEN | SEV |
| --- | ----------------- | - | - | - | - | -- | -- | --- | --- | ------------- |  | --- | --- | --- | --- |
| 1   | Arsenal (A)       | 6 | 4 | 1 | 1 | 16 | 4  | +12 | 13  | 1/8 finału LM |  |     | 4–0 | 6–0 | 2–0 |
| 2   | PSV Eindhoven (A) | 6 | 2 | 3 | 1 | 8  | 10 | −2  | 9   | 1/8 finału LM |  | 1–1 |     | 1–0 | 2–2 |
| 3   | Lens (T)          | 6 | 2 | 2 | 2 | 6  | 11 | −5  | 8   | Play-offy LE  |  | 2–1 | 1–1 |     | 2–1 |
| 4   | Sevilla           | 6 | 0 | 2 | 4 | 7  | 12 | −5  | 2   |               |  | 1–2 | 2–3 | 1–1 |     |

| 20 września 2023 | Arsenal                                           | 4:0   | PSV Eindhoven                             |                                                              |
| 20:00 BST        | Saka 8' · Trossard 20' · Jesus 38' · Ødegaard 70' | (3:0) |                                           | Emirates Stadium, Londyn Widzów: 58 860 Sędzia: Felix Zwayer |
| 20:00 BST        | White 43'                                         | (3:0) | 47' Boscagli · 80' Tillman · 87' Schouten | Emirates Stadium, Londyn Widzów: 58 860 Sędzia: Felix Zwayer |

| 3 października 2023 | RC Lens                  | 2:1   | Arsenal           |                                                               |
| 21:00 CEST          | Thomasson 25' · Wahi 69' | (1:1) | 14' Gabriel Jesus | Stade Félix-Bollaert, Lens Widzów: 37 040 Sędzia: Marco Guida |
| 21:00 CEST          | Abdul Samed 90'          | (1:1) | 90' Gabriel Jesus | Stade Félix-Bollaert, Lens Widzów: 37 040 Sędzia: Marco Guida |

| 24 października 2023 | Sevilla FC            | 1:2   | Arsenal                              |                                                                            |
| 21:00 CEST           | Gudelj 58'            | (0:1) | 45+4' Martinelli · 53' Gabriel Jesus | Estadio Ramón Sánchez Pizjuán, Sewilla Widzów: 39 595 Sędzia: Glenn Nyberg |
| 21:00 CEST           | Díaz 67' · Lamela 76' | (0:1) | 68' Jorginho                         | Estadio Ramón Sánchez Pizjuán, Sewilla Widzów: 39 595 Sędzia: Glenn Nyberg |

| 8 listopada 2023 | Arsenal                  | 2:0   | Sevilla FC                              |                                                               |
| 21:00 BST        | Trossard 29' · Saka 64'  | (1:0) |                                         | Emirates Stadium, Londyn Widzów: 60 024 Sędzia: István Kovács |
| 21:00 BST        | Zinczenko 81' · Rice 85' | (1:0) | 66' Soumaré · 71' Sánchez · 77' Ocampos | Emirates Stadium, Londyn Widzów: 60 024 Sędzia: István Kovács |

| 29 listopada 2023 | Arsenal                                                                                         | 6:0   | RC Lens |                                                                   |
| 21:00             | Havertz 13' · Gabriel Jesus 21' · Saka 23' · Martinelli 27' · Ødegaard 45+1' · Jorginho 86' (k) | (5:0) |         | Emirates Stadium, Londyn Widzów: 59 987 Sędzia: Artur Soares Dias |
| 21:00             | 41' Mendy · 63' Xusanov · 64' Haïdara                                                           | (5:0) |         | Emirates Stadium, Londyn Widzów: 59 987 Sędzia: Artur Soares Dias |

| 12 grudnia 2023 | PSV Eindhoven | 1:1   | Arsenal     |                                                                  |
| 18:45           | Vertessen 50' | (0:1) | 42' Nketiah | Philips Stadion, Eindhoven Widzów: 35 000 Sędzia: Tobias Stieler |

## Statystyki

### Bramki
| Gole | Zawodnik                                                                                          |
| ---- | ------------------------------------------------------------------------------------------------- |
| 9    | Bukayo Saka                                                                                       |
| 7    | Leandro Trossard Martin Ødegaard Gabriel Jesus                                                    |
| 6    | Eddie Nketiah Gabriel Martinelli                                                                  |
| 5    | Kai Havertz                                                                                       |
| 3    | Gabriel Magalhães Declan Rice                                                                     |
| 1    | Ben White Reiss Nelson William Saliba Jorginho Ołeksandr Zinczenko Takehiro Tomiyasu Fábio Vieira |

Stan na 28 stycznia 2024

### Asysty
| Asysty | Zawodnik                                                                                    |
| ------ | ------------------------------------------------------------------------------------------- |
| 11     | Bukayo Saka                                                                                 |
| 4      | Gabriel Jesus                                                                               |
| 3      | Gabriel Martinelli Eddie Nketiah Martin Ødegaard Declan Rice Takehiro Tomiyasu Fábio Vieira |
| 2      | Reiss Nelson Leandro Trossard                                                               |
| 1      | Kai Havertz Jorginho William Saliba Emile Smith Rowe Ben White Ołeksandr Zinczenko          |

Stan na 28 stycznia 2024

### Kartki
| Czerwona kartka | Żółta kartka | Zawodnik                                                                     |
| --------------- | ------------ | ---------------------------------------------------------------------------- |
| 1               | 2            | Takehiro Tomiyasu                                                            |
| 1               | 0            | Fábio Vieira                                                                 |
| 0               | 6            | Kai Havertz Ben White                                                        |
| 0               | 5            | Gabriel Jesus                                                                |
| 0               | 4            | Eddie Nketiah                                                                |
| 0               | 3            | Declan Rice William SalibaOłeksandr Zinczenko                                |
| 0               | 2            | Jorginho Gabriel Magalhães Bukayo Saka                                       |
| 0               | 1            | Gabriel Martinelli Reiss Nelson Martin Ødegaard Thomas Partey Jurriën Timber |

Stan na 28 stycznia 2024

### Czyste konta
| Czyste konta | Zawodnik       |
| ------------ | -------------- |
| 9            | David Raya     |
| 3            | Aaron Ramsdale |

Stan na 28 stycznia 2024